# Rivas Dávila
Rivas Dávila is een gemeente in de Venezolaanse staat Mérida. De gemeente telt 21.000 inwoners. De hoofdplaats is Bailadores.